# Скороварка

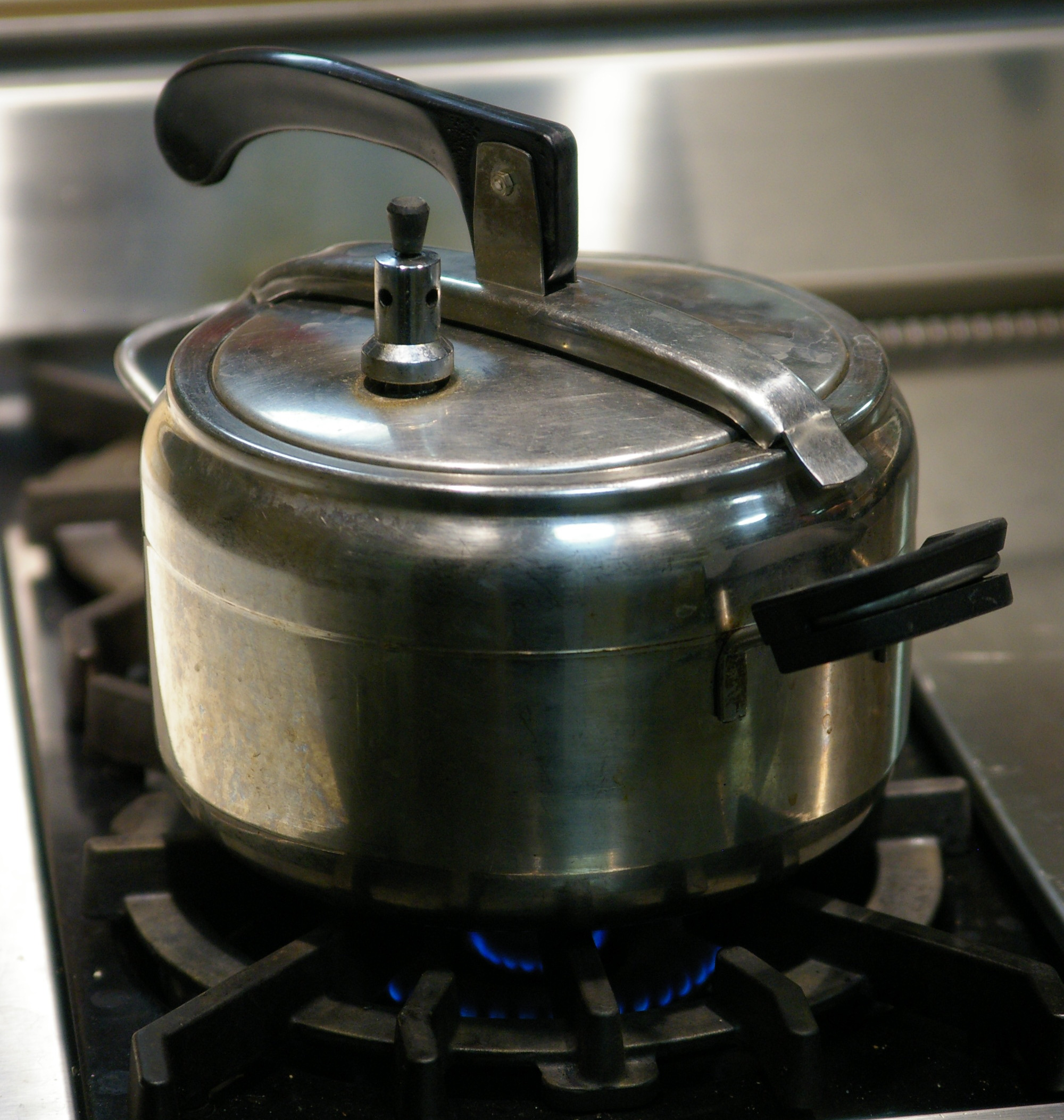
Скороварка в работе, на газовой плите

Скороварка — бытовой автоклав, разновидность кастрюли с герметично закрывающейся крышкой. Благодаря герметичной крышке (изохорный процесс) при работе во внутреннем объёме скороварки образуется повышенное давление, которое приводит к повышению температуры кипения воды. В результате этого продукты готовятся при более высокой температуре, чем в обычной кастрюле или мультиварке. Это приводит к значительному сокращению времени приготовления.
Так как пища не окисляется на воздухе под воздействием тепла, то сохраняется яркий цвет приготовленных овощей.

## История

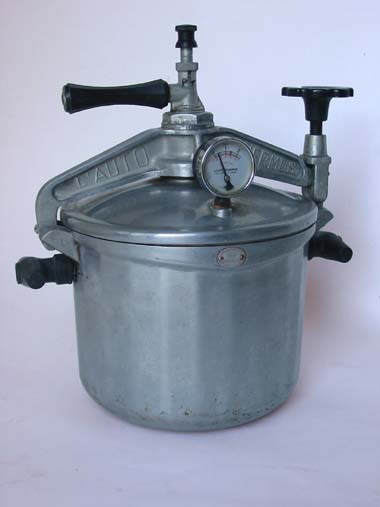
скороварка с манометром

Прототипом кастрюли-скороварки считается устройство, разработанное французским фармацевтом и физиком Дени Папеном в 1679 году. В этой конструкции крышка прижималась к кастрюле болтами, а клапан представлял собой поршень с рычагом, на котором висел грузик.
В практической кулинарии «папенов котёл» не получил широкого распространения, основными причинами этого были взрывоопасность и неудобство пользования. Механизма быстрого стравливания пара не было, поэтому после завершения варки приходилось ждать, пока кастрюля с содержимым не остынет, что нивелировало выигрыш в скорости; крепление крышки на болтах приводило к большим затратам времени на открывание/закрывание.
«Второе рождение» скороварки произошло в США в 1920-е годы. Возросший темп жизни требовал ускорения приготовления пищи, а технические возможности производителей сильно возросли, появились новые материалы и технологии. «Котёл» очень быстро был доработан, получив клапаны для аварийного и ручного сброса давления, быстро снимаемую и устанавливаемую крышку, не требующую затяжки болтов. Началась реклама бытовых скороварок, быстро превратившая их в практически обязательную принадлежность кухни.

## Конструкция

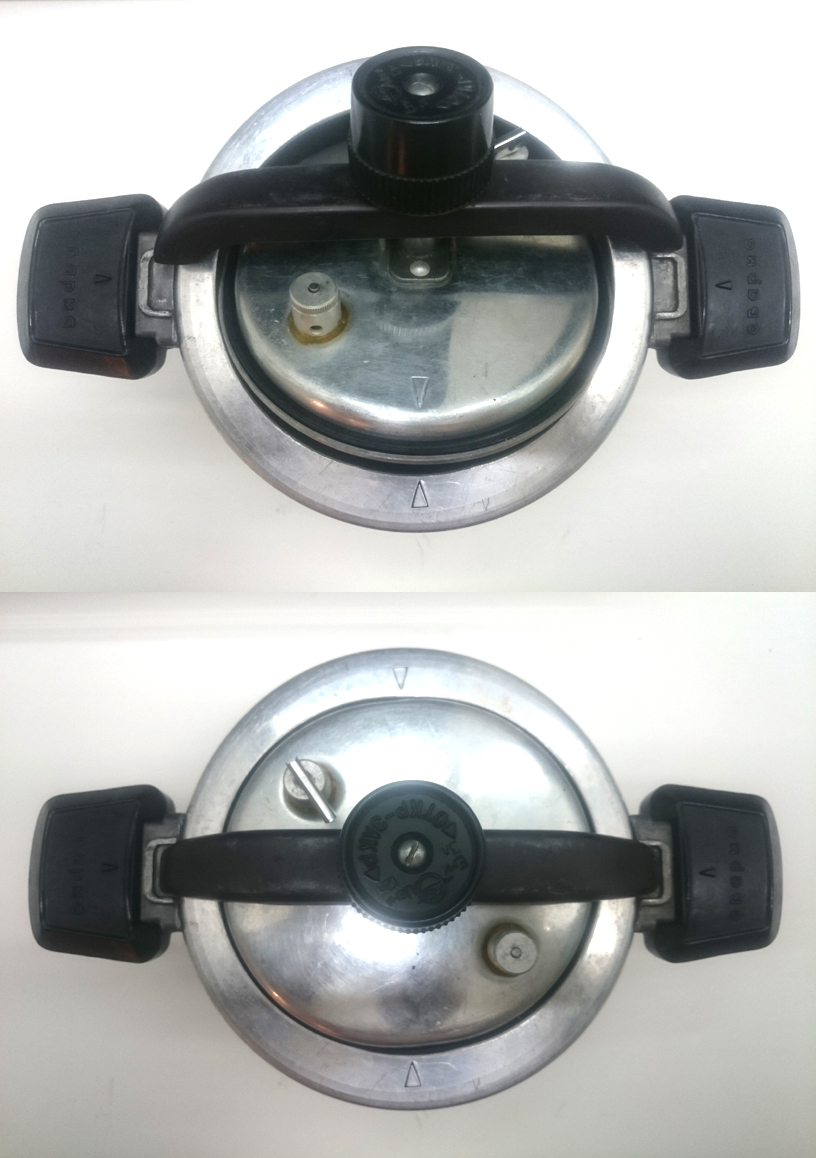
Скороварка с овальной поворотной самоподжимной крышкой — открыта и закрыта

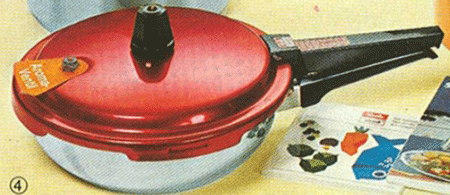
сковорода-скороварка

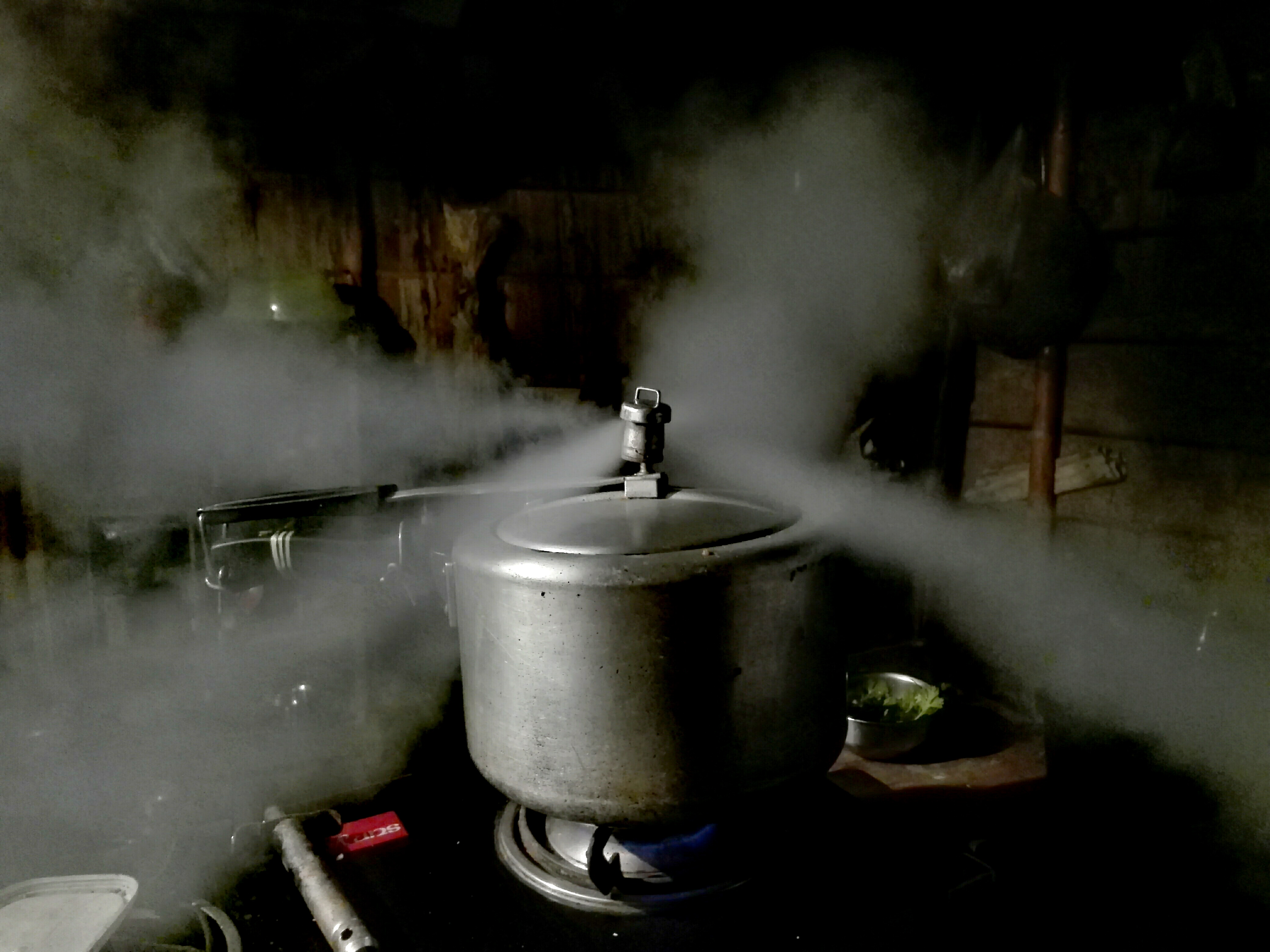
Готовка риса в скороварке. Предохранительный клапан открылся, предотвращая дальнейший рост давления.

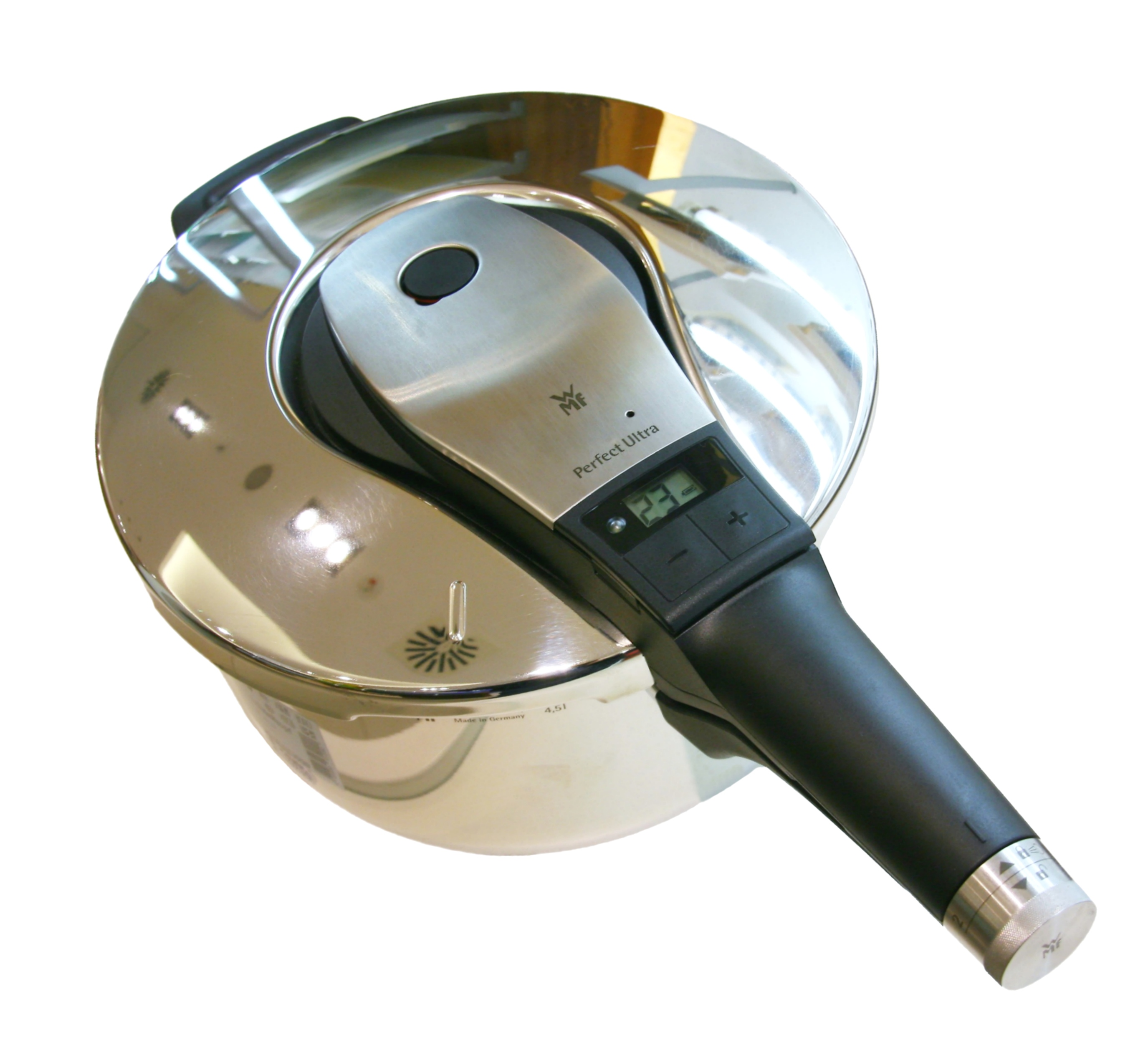
Скороварка второго поколения с таймером на батарейке

Обычная бытовая скороварка представляет собой металлическую кастрюлю, снабжённую герметически закрывающейся крышкой. Обод, которым крышка прижимается к кастрюле, обычно окантован термостойкой резиной для обеспечения герметичности. Сама крышка прижимается к кастрюле пружинящей планкой, защёлкивающейся замком. Существуют конструкции, в которых крышка тем или иным образом вводится внутрь кастрюли и фиксируется так, что внутреннее давление прижимает её к корпусу кастрюли, механизм, подобный механизму двери в пассажирском самолёте. Для этого отверстие под крышку и сама крышка могут, например, делаться эллиптическими.
В крышке скороварки обязательно имеется рабочий предохранительный клапан, который обеспечивает стравливание пара при повышении внутреннего давления до заданной величины. Помимо него, для безопасности скороварка обязательно снабжается по меньшей мере одним аварийным клапаном — он открывается, если внутреннее давление превысит предел, установленный изготовителем, предел выбирается обязательно с некоторым запасом прочности. Аварийный клапан предназначен для сброса давления в скороварке, если рабочий клапан окажется засорён или неисправен. В обычных конструкциях клапаны представляют собой вполне типичные пружинные клапаны сброса давления. Рабочее давление традиционной скороварки с внешним нагревом — порядка 2атм, что соответствует температуре приготовления около 120 °C.

### Электрические скороварки

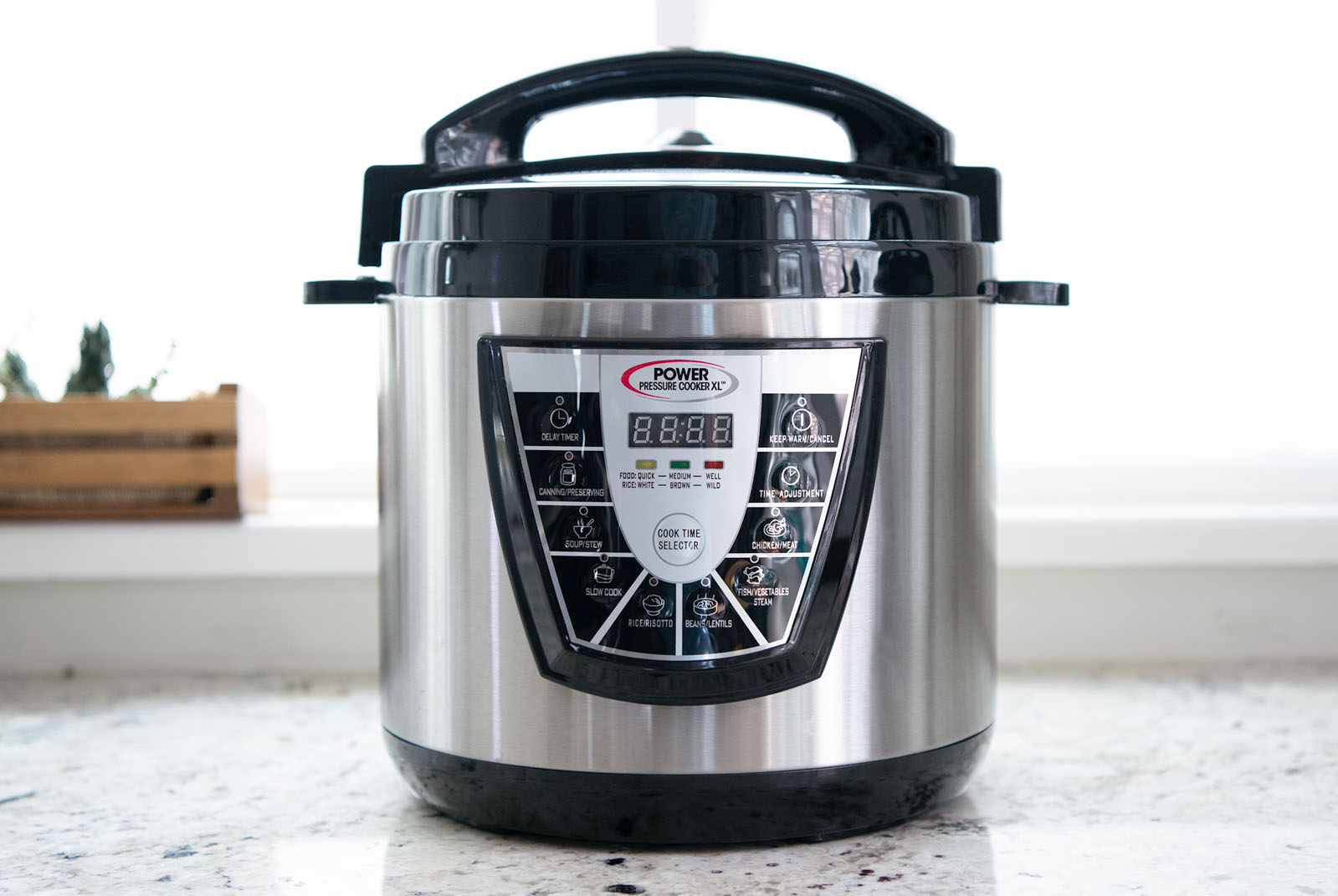
электрическая скороварка

Существуют также электрические скороварки, в которых кастрюля-скороварка конструктивно объединена с электрическим нагревателем. В таких моделях могут использоваться датчики давления и управляемые клапаны, чтобы обеспечивать поддержание нужного давления и температуры без излишнего расхода электроэнергии.

#### Мультиварка-скороварка

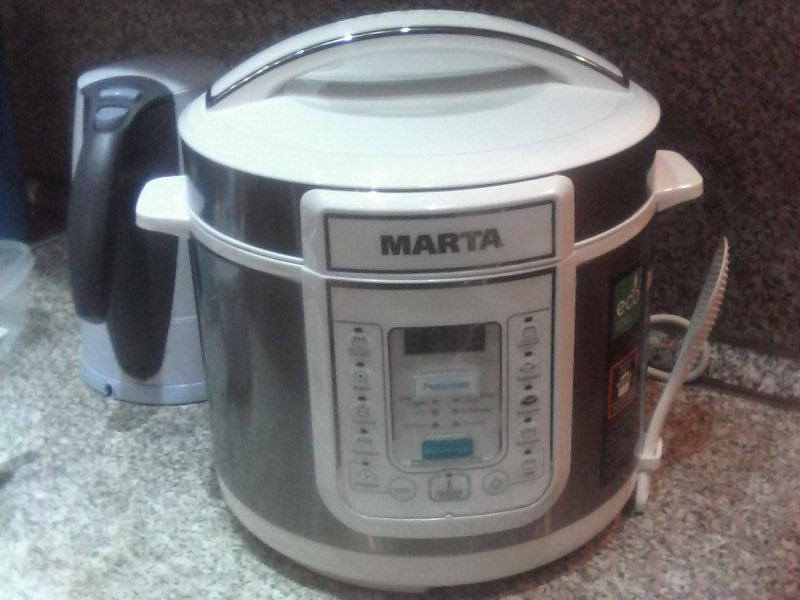
Мультиварка-скороварка

Принцип действия и типичные особенности скороварок (прочный корпус, герметичная крышка с несколькими клапанами и пр.) используются в некоторых моделях электрических мультиварок, именуемых для отличия «мультиварка-скороварка» или «мультиварка с давлением». В них несложная автоматика поддерживает в кастрюле некоторую фиксированную температуру выше 100 °C, однозначно соответствующую требуемому давлению насыщенного водяного пара в ёмкости (на максимальном режиме — чуть меньшему, чем давление срабатывания предохранительного клапана). Давление в таких мультиварках ограничено прочностью тонкостенной чаши и крышки на уровне 50-70кПа (~0.5атм), и температура может оказаться недостаточной, например, для известных рецептов домашней стерилизации мясных и рыбных консервов. По этой же причине рецепты для традиционных скороварок, как правило, требуют коррекции в случае мультиварки-скороварки. Плюсом конструкции с поддержанием фиксированной температуры является почти полное отсутствие испарения через клапан, выполняющий только роль предохранительного и стравливающего (в конце готовки), но не рабочего.

## Применение
Скороварки применяются для приготовления блюд, которые обычно требуют длительной варки в воде или на пару. Повышение температуры и давления позволяет сократить время термообработки в 2-4 раза, а иногда и более. Например, фасоль, которую при нормальном давлении варят обычно лишь после замачивания в течение 6-8 часов, в скороварке готовится менее чем за час (с промежуточной сменой воды), мясо и мясные субпродукты, в зависимости от вида и жёсткости, готовятся от 20 минут до часа. Холодец из мяса или птицы с достаточным количеством хрящей и кожи может быть приготовлен за 2 часа без добавления кристаллического желатина.
Отсчёт времени приготовления, указанного в рецептах, ведётся с начала истечения пара через рабочий клапан («по свисту»), то есть с момента, когда вода достигла расчётной повышенной температуры и начала бурно кипеть под давлением.
Для варки на пару в скороварку устанавливается специальная решётка, на которую выкладываются продукты.
Существуют рецепты приготовления в бытовой скороварке мясных и рыбных консервов для длительного хранения. Следует, однако, учитывать, что конструктивные особенности скороварки (недостаточное давление) или возможная неисправность рабочего клапана вместе с отсутствием контроля текущей температуры варки могут привести к неполному уничитожению спор возбудителя ботулизма.
Популярная «варёная сгущёнка» может быть приготовлена в скороварке примерно за 10 минут (по рабочему клапану), но требует медленного охлаждения вместе с кастрюлей во избежание разрыва жестяной банки.
В силу удобной герметичной конструкции распространено использование скороварки с установленной вместо клапана отводной трубкой в качестве небольшого суррогатного перегонного куба в домашней дистилляции крепких спиртных напитков.

### В горной местности
Использование скороварок особенно ценно в условиях горной местности, так как из-за пониженного атмосферного давления температура кипения воды в открытых сосудах заметно снижается (примерно на 4 °C на каждый километр высоты), и продукты при такой температуре плохо развариваются. Поэтому для народов, проживающих в горах, скороварка является предметом первой необходимости.

## Безопасность
Вследствие того, что внутри работающей скороварки создаётся повышенное давление, нельзя открывать крышку, предварительно не выпустив пар или не охладив скороварку. Для повышения безопасности скороварок используется ряд мер: механический замок крышки, предотвращающий случайное открытие; различные клапаны (чаще всего прямого действия, т.к. клапаны такого типа дешевле и не требуют использования электрических схем, т.е., грубо говоря, являются автоматическими и быстродействующими сами по себе благодаря своей конструкции), стравливающие излишки пара; электронные системы, контролирующие давление и др.
Кроме этого, корпус скороварки выполняется в расчёте на давление, значительно превышающее то, при котором готовится пища.
Неисправный стравливающий клапан может привести ко взрыву кастрюли, подобному взрыву парового котла.

## Критика
По мнению кулинарного писателя В. В. Похлёбкина скороварка значительно уменьшает полезность и портит вкус приготавливаемой еды.